# Abba Mari ben Moses ben Joseph
Abba Mari ben Moses ben Joseph (hebräisch אַבָּא מָרִי בַּר מֹשֶׁה הַיַּרְחִי) (geboren um 1250 in Lunel bei Montpellier; gestorben um 1306) war ein provenzalischer Rabbiner. Nach seinem Geburtsort (hebräisch ירח Yerah, deutsch ‚Mond‘ nach dem Ort ‚Lune(-l)‘) auch mit dem Akronym Yarhi bekannt und übernahm außerdem den Namen Astruc, Don Astruc oder En Astruc von Lunel, vom okzitanischen Wort astruc, das ‚Glück‘ bedeutet.

## Leben und Wirken
Als Nachkomme rabbinisch bewanderter Männer widmete sich Abba Mari dem Studium der jüdischen-rabbinsichen Theologie und Philosophie und machte sich mit den Schriften von Moses Maimonides und Nachmanides sowie mit dem Talmud vertraut. 
In Montpellier, wo er von 1303 bis 1306 lebte, war er sehr beunruhigt über die Verbreitung des aristotelischen Rationalismus, der seiner Meinung nach durch die Werke des Maimonides die Autorität des Tanachs, den Gehorsam gegenüber dem Gesetz und den Glauben an Wunder und Offenbarung bedrohte. Daher rief er in einer Reihe von Briefen (die später unter dem Titel Minhat Kenaot („Opfer des Eifers“) gesammelt wurden) den berühmten Rabbiner Solomon ben Aderet aus Barcelona (El Call de Barcelona) dazu auf, der reinen Lehre zu Hilfe zu kommen. Ben Aderet sandte mit der Zustimmung anderer prominenter spanischer Rabbis einen Brief an die Gemeinde in Montpellier, in dem er vorschlug, das Studium der Philosophie allen unter 25 Jahren zu verbieten. Trotz heftiger Opposition der Liberalen erließ Ben Aderet im Jahr 1305 ein entsprechendes Dekret. Die Folge war ein großes Schisma unter den Juden Spaniens und Südfrankreichs, und das Studium der Philosophie erhielt durch die unerlaubte Einmischung der spanischen Rabbis einen neuen Impuls.
Nach der Vertreibung der Juden aus Frankreich durch Philipp IV. im Jahr 1306 ließ sich Abba Mari in Perpignan nieder, wo er die mit der Kontroverse in Zusammenhang stehenden Briefe veröffentlichte. Sein weiterer Lebensweg ist unbekannt. Neben den Briefen verfasste er liturgische Gedichte und Werke zum Zivilrecht.

## Werke (Auswahl)
- Min'hat Kenaot (hebräisch מנחת קנאות)
- Sefer ha-Yarhi